# Jack Spurlock, Prodigal
Jack Spurlock, Prodigal è un film muto del 1918 diretto da Carl Harbaugh e interpretato da George Walsh, Dan Mason, Ruth Taylor, Robert Vivian, dal giocatore dei New York Giants, Mike Donlin, e dal pugile Jack Goodman.
La sceneggiatura di Ralph Spence si basa sull'omonimo romanzo di George Horace Lorimer, pubblicato a puntate su The Saturday Evening Post (giornale di cui Lorimer era editore) a New York nel 1908.

## Trama
Jack Spurlock junior al college ne combina di tutti i colori, finché, alla fine, viene espulso. Papà Spurlock lo manda allora a lavorare nell'azienda di famiglia, una ditta di generi alimentari all'ingrosso. Senza alcun motivo apparente, Jack fa un grosso ordinativo di cipolle, appoggiando poi i lavoratori delle cipolle quando questi entrano in sciopero. Spurlock senior cede alle richieste degli scioperanti, ma licenzia il figlio che deve trovarsi un altro lavoro perché il vecchio gli taglia completamente i viveri. Jack vivacchia facendo il cameriere finché Anita, la fidanzata, non lo presenta al professor Jackson, un ricercatore che ha brevettato un tonico a base di cipolla. La pubblicità che ha accompagnato lo sciopero "della cipolla" si riflette sul nuovo prodotto che va letteralmente a ruba. Per poterne aumentare la produzione, Jack compera dal padre tutto il surplus di cipolle di cui era stato responsabile lui, con il suo stravagante ordinativo, riconquistando così la benevolenza paterna e il suo posto nella ditta Spurlock.

## Produzione
Il film fu prodotto dalla Fox Film Corporation con il titolo di lavorazione In Onion There Is Strength.

### Cast
Nel film appaiono due noti sportivi dell'epoca: il giocatore di baseball Mike Donlin, che prese parte a diversi film come attore, e il pugile peso leggero Jack Goodman.

## Distribuzione
Il copyright del film, richiesto da William Fox, fu registrato il 10 febbraio 1918 con il numero LP12040. Nello stesso giorno, distribuito dalla Fox Film Corporation, il film uscì nelle sale cinematografiche statunitensi.
Non si conoscono copie ancora esistenti della pellicola che viene considerata presumibilmente perduta.